# Albert Gallatin

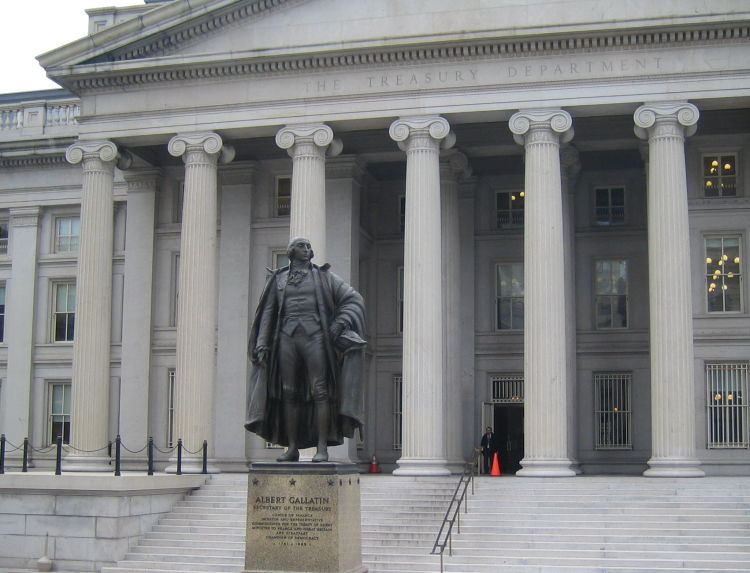
Standbeeld van Albert Gallatin voor het gebouw van het United States Department of the Treasury

Abraham Alfonse Albert Gallatin (Genève (Zwitserland), 29 januari 1761 – Astoria (New York), 12 augustus 1849) was een Amerikaans politicus en diplomaat. Hij was lid van Huis van Afgevaardigden, senator en de langst zittende minister van Financiën in de Amerikaanse geschiedenis.

## Levensloop

### Jeugd in Zwitserland
Gallatin werd geboren in Zwitserland en studeerde aan de elitaire Academie van Genève. Daar kwam hij aanraking met het gedachtegoed van Franse filosofen als Jean-Jacques Rousseau en Voltaire. Hij had moeite met de conservatieve klimaat in Genève en voelde zich erg aangesproken door de ideeën achter de Amerikaanse Revolutie. In april 1780 vertrok hij in het geheim samen met zijn klasgenoot Henri Serre uit Genève en monsterde in Frankrijk aan op een schip dat koers zette richting Boston.

### Emigratie naar Amerika
In de eerste winter in Amerika nam Gallatin dienst in het leger van zijn nieuwe thuisland en commandeerde voor korte tijd zelfs een garnizoen in Maine. Vanaf juli 1782 ging hij Frans doceren aan de Harvard-universiteit. Van zijn salaris kocht hij en stuk grond ten zuiden van Pittsburgh, Pennsylvania, waar hij in 1784 naartoe verhuisde. Hij trouwde in de lente van 1789 met Sophia Allegre, maar zij overleed na vijf maanden door een onbekende oorzaak. Vier jaar later hertrouwde hij met Hannah Nicholson. Met haar kreeg hij twee zonen en vier dochters, waarvan er drie nooit de volwassen leeftijd bereikten.
In de zomer van 1794 hoorde Gallatin veel geruchten over een massale immigratie vanuit Europa als gevolg van de Franse Revolutie. Hij besloot met vier andere investeerders een nederzetting voor hen op te zetten onder de naam New Geneva. Een verbetering in de situatie in Europa zorgde ervoor dat de massale exodus uit bleef. Gallatin en zijn zakenpartners ontplooiden verschillende initiatieven, zoals de productie van glas en geweren. Alleen de glasproductie bleek winstgevend en zorgde voor een stabiel inkomen, totdat de zaken als gevolg van de Paniek van 1819 ook daar slechter in gingen en Gallatin gedwongen werd ermee te stoppen.

### Senator
Vrijwel direct na zijn verhuizing naar Pennsylvania werd Gallatin politiek actief. Hij was lid van de Grondwettelijke Vergadering die een grondwet voor de staat opstelde en werd in 1790 gekozen in het staatsparlement. In 1793 won hij de verkiezingen voor de Senaat. Op dezelfde dag dat hij de eed aflegde diende negentien Federalisten een bezwaar in omdat Gallatin nog geen negen jaar over de Amerikaanse nationaliteit beschikte, een vereiste om zitting te mogen nemen in de Senaat. Gallatin reageerde door te stellen dat hij al dertien jaar ononderbroken in de Verenigde Staten woonde, daar veel bezittingen had, de eed van trouw die hij 1785 in Virginia had afgelegd en zijn activiteiten in de staatspolitiek van Pennsylvania. De kwestie kwam ter stemming en met 14 stemmen voor en 12 stemmen tegen werd Gallatin uit de Senaat gezet. De stemming verliep langs de partijlijnen en droeg sterk bij aan Gallatins bekendheid. Het was bovendien de eerste keer dat een debat openbaar was, iets wat vrij snel daarna de standaard werd.
Gallatin keerde naar huis en kwam daar midden in de Whiskey-opstand terecht. De minister van Financiën Alexander Hamilton had een belasting op whiskey ingevoerd, om zo de staatsschuld weg te werken. Veel boeren waren het daar niet mee eens en zagen het als illegale overheidsinmenging. President George Washington stuurde het leger om de opstand neer te slaan. Gallatin was zelf tegenstander van de belasting, maar zag niets in een gewapende opstand. Hij wist een groot deel van de opstandelingen over te halen de wapens neer te leggen. Hij haalde de boeren over met een minder drastisch tegenvoorstel te komen. Daar ging het Congres uiteindelijk mee akkoord voordat de belasting helemaal werd opgeheven.

### Huis van Afgevaardigden
Door zijn optreden kon Gallatin rekenen op veel steun toen hij zich in 1795 verkiesbaar stelde voor het Huis van Afgevaardigden. Hij werd drie keer gekozen. In het Congres maakte hij uit van Thomas Jeffersons Democratisch-Republikeinse Partij. Vanaf 1797 was hij de meerderheidsleider in het Huis van Afgevaardigden. Hij had felle kritiek op het binnenlandse programma van de regerende Federalistische Partij, alsook op het  Verdrag van Jay wat hij zag als een uitverkoop aan Groot-Brittannië. Tijdens de Quasi-oorlog met Frankrijk in 1798 hield hij zich op de achtergrond, maar keerde zich tegen de Allien and Sedition Act van president John Adams.

### Minister van Financiën
Gallatin financiële deskundigheid maakte hem de meest logische kandidaat als minister van Financiën toen Thomas Jefferson in 1801 aantrad als president. Hij bekleedde die functie tevens onder Jeffersons opvolger James Madison, in totaal dertien jaar. Daarmee is hij de langst zittende minister van Financiën in de geschiedenis van de Verenigde Staten.
Als minister van Financiën zag Gallatin het als een van zijn belangrijkste verantwoordelijkheden om de staatsschuld terug te dringen. Hij slaagde daar in eerste instantie ook in, ondanks de Louisiana Purchase die veel geld kostte. Hij wist de staatsschuld aanvankelijk terug te dringen van 80 miljoen dollar naar 45 miljoen dollar. Dat deed hij onder andere door het leger en de marine klein te houden. De uitbraak van de Oorlog van 1812 zorgde er echter weer voor dat de staatsschuld fors steeg. Er waren snel veel investeringen in het leger nodig en bovendien viel de buitenlandse handel grotendeels stil.
Gallatin hielp bij de planning van de Expeditie van Lewis en Clark, waarbij het westelijk deel van de Verenigde Staten in kaart werd gebracht. Als dank werd de Gallatin-rivier, die ontspringt in Yellowstone National Park, naar hem vernoemd.

### Ambassadeur naar Frankrijk
President Madison stelde Gallatin in 1813 aan het hoofd van een delegatie die met de Britten over vrede moest onderhandelen. Hij trad af als minister van Financiën en vertrok naar Europa. De vredesonderhandelingen leidde tot vrede en het Verdrag van Gent. Gallatin bedankte vervolgens voor een nieuwe termijn als minister van Financiën en was van 1816 tot 1823 de Amerikaanse ambassadeur in Frankrijk, waar hij met weinig succes tijdens de Restauratie de verhoudingen met de Franse regering probeerde te verbeteren.
Na zijn terugkeer naar Amerika in 1823 nomineerde zijn partij hem als running mate voor het vicepresidentschap onder William H. Crawford. Gallatin had geen ambities in die richting en voelde zich vernederd toen hij zich moest terugtrekken vanwege gebrek aan steun. Hij weigerde ook in 1825 een nieuwe benoeming tot minister van Financiën onder president John Quincy Adams.

### Ambassadeur naar Groot-Brittannië
Rond 1826 was er groot meningsverschil tussen de Verenigde Staten en Groot-Brittannië over claims op de rivier Columbia aan de noordwestkust van het land. Gallatin was een fel pleitbezorger van de Amerikaanse belangen. Van 1826 tot 1827 was hij ambassadeur naar Groot-Brittannië waar hij verschillende verdragen sloot, waaronder een tienjarige verlenging van de gezamenlijke bezetting van Oregon.

### Uit de politiek
Na zijn terugkeer in de Verenigde Staten vestigde de voormalige minister van Financiën zich in New York en hielp bij de oprichting van de New York University in 1831. Van 1831 tot 1839 was hij voorzitter van de National Bank of New York. In 1842 richtte hij samen met John Russell Bartlett de American Ethnological Society (AES) op, waarbij onderzoek werd gedaan naar de verschillende talen van de indianenstammen. Eerder had Gallatin onderzoek gedaan en twee werken gepubliceerd over de Amerikaanse indianen: A Table of Indian Languages of the United States (1826) en Synopsis of the Indian Tribes of North America (1836). Zijn onderzoek bracht hem tot de conclusie dat de indianenvolken in Noord- en Zuid-Amerika cultureel aan elkaar verwant waren en vanuit Azië naar Amerika waren geëmigreerd.
Gallatin overleed op 12 augustus 1849. Hij was daarmee het laatst levende lid uit het kabinet van Jefferson en de laatste senator die in 18e eeuw had gediend.
- Bibsys: 13004635
- Biblioteca Nacional de España: XX1355835
- Bibliothèque nationale de France: cb13327785b (data)
- Gemeinsame Normdatei: 119467143
- Historisch woordenboek van Zwitserland: 025658
- International Standard Name Identifier: 0000 0000 8095 519X
- Library of Congress Control Number: n50015401
- National Archives and Records Administration: 10580307
- Bibliotheek van het Japanse parlement: 00742896
- Nationale Bibliotheek van Tsjechië: vse2015876385
- Nationale bibliotheek van Australië: 35110283
- Nationale Bibliotheek van Israël: 987007463232505171
- Nederlandse Thesaurus van Auteursnamen: 250442329
- SNAC: w6h132s3
- Système universitaire de documentation: 035661305
- Trove: 829593
- Union List of Artist Names: 500329566
- Biographical Directory of the United States Congress: G000020
- Virtual International Authority File: 15580820
- WorldCat: E39PBJvRYrWkT9kVhQWTDPbmVC